# По реке в День поминовения усопших
«По реке в день поминовения усопших» (кит. трад. 清明上河圖, упр. 清明上河图, пиньинь Qīngmíng Shànghé Tú, палл. Цинмин Шанхэ ту) — живописная панорама, созданная в XII веке при дворе династии Сун, очевидно, художником по имени Чжан Цзэдуань. На свитке запечатлена повседневная жизнь обитателей императорской столицы, Кайфына, в день празднования Цинмина (5 апреля).

## Описание
Свиток длиной в 528 см в мельчайших подробностях изображает занятия самых разных сословий. Здесь нашли отражение и крестьянский труд, и столичная суета. В общей сложности можно разглядеть 814 человеческих фигур, 28 лодок, 94 животных и 170 деревьев. Свиток Цзэдуаня настолько полюбился одному из императоров династии Юань, что он собственноручно начертал на обороте своё стихотворение.

## История
В продолжение последующих столетий было создано несколько десятков вариаций на эту тему. Во времена династии Мин был изготовлен обновлённый вариант свитка длиной в 670 см. При династии Цин он воспроизводился с ещё большим размахом: один из вариантов, длиной в 11 метров, изображает более четырёх тысяч людей. К XX веку слава свитка была уже настолько велика, что европейцы именовали его не иначе как «китайской Моной Лизой». Последний император Пу И увёз оригинальный свиток с собой в Маньчжоу-го. В 1945 году он был выкуплен правительством Китайской Республики и ныне находится в Запретном городе. На Тайване хранится самая масштабная копия, датируемая 1736 годом, она находится на сохранении в Национальном музее императорского дворца Гугун в Тайбэе. В 2011 году тайваньские документалисты в сотрудничестве с немецко-французским телеканалом «Арте Франс» провели съёмку цинской репродукции шедевра в высоком разрешении.